# Perdita (satelit)
Perdita /per'di.ta/ este un satelit interior al lui Uranus. Descoperirea Perditei a fost complicată. Primele fotografii ale lui Perdita au fost făcute de sonda spațială Voyager 2 în 1986, dar nu a fost recunoscută din fotografii timp de mai bine de un deceniu. În 1999, satelitul a fost observat de Erich Karkoschka și raportat. Dar pentru că nu au mai putut fi făcute fotografii pentru a confirma existența sa, a fost retrogradată oficial în 2001. Cu toate acestea, în 2003, fotografiile făcute de Telescopul Spațial Hubble au reușit să scoată la iveală un obiect unde Perdita ar fi trebuit să fie, confirmându-i în sfârșit existența.  
După descoperirea sa în 1999, a primit denumirea temporară de S/1986 U 10.  A fost numită Perdita (latină pentru „pierdută”) după fiica lui Leontes și Hermione din piesa lui William Shakespeare Poveste de iarnă. Satelitul este denumit și Uranus XXV. 

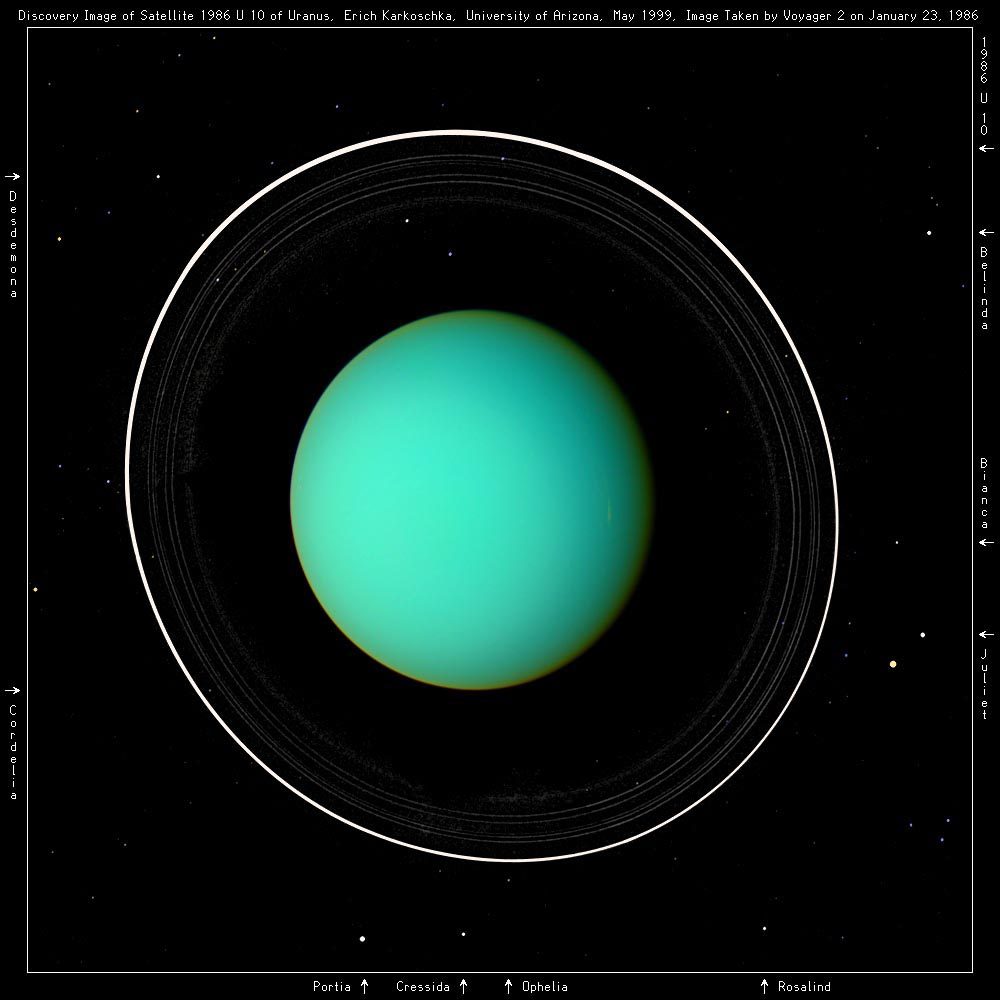
Imaginea de descoperire a lui Perdita făcută de Voyager 2 pe 23 ianuarie 1986. Locația satelitului este indicată de săgeata din dreapta sus.

Satelitul orbitează între Belinda și Puck. Măsurătorile Hubble menționate mai sus demonstrează că Perdita nu urmărește o mișcare Kepleriană directă în jurul lui Uranus. În schimb, este prins în mod clar într-o rezonanță orbitală de 43:44 cu satelitul din apropiere Belinda. Este, de asemenea, aproape de o rezonanță de 8:7 cu Rosalind.
Perdita aparține grupului de sateliți Portia, care-i include și pe Bianca, Cressida, Desdemona, Portia, Juliet, Cupid, Rosalind și Belinda.  Acești sateliți au orbite și proprietăți fotometrice similare. Se știe puțin despre Perdita în afară de orbita sa,  raza de 15 km  și albedo-ul geometric de 0,08. 